# フェリペ・エチェベリ
フェリペ・エチェベリ・カバーナ（Felipe Etcheverry Cavanna、1996年6月23日 - ）は、メジャーリーグラグビー、マイアミ・シャークスに所属するラグビーユニオン選手。

## プロフィール
- ウルグアイ・モンテビデオ出身[1]。
- ポジションはフルバック(FB)[2]。
- 身長 174cm、体重 74kg
- ウルグアイ代表キャップは20（2025年3月現在）でラグビーワールドカップ2019・ラグビーワールドカップ2023のウルグアイ代表に選ばれた[3][4]。

## 略歴
2020年、ペニャロールに加入。
2024年、マイアミ・シャークスに加入。